# Tatsuya Uchida
Tatsuya Uchida (内田 達也?, Uchida Tatsuya; Hyogo, 8 febbraio 1992) è un calciatore giapponese, centrocampista del Tiamo Hirakata.